# Il pianeta del tesoro
Il pianeta del tesoro (Treasure Planet) è un film d'animazione del 2002, diretto da Ron Clements e John Musker: si tratta del 43º Classico Disney secondo il canone ufficiale e segue Lilo & Stitch.
Prodotto da Walt Disney Feature Animation e distribuito da Buena Vista International, il film è liberamente ispirato al romanzo L'isola del tesoro di Robert Louis Stevenson, qui riproposto in chiave fantascientifica e steampunk. Il cast vocale comprende Joseph Gordon-Levitt, Brian Murray, Emma Thompson, David Hyde Pierce e Martin Short; John Rzeznik, leader dei Goo Goo Dolls, ha scritto per la pellicola una canzone originale intitolata I'm Still Here. 
Nonostante sia uno dei più grandi flop commerciali della Disney, negli ultimi anni gran parte della critica e del pubblico lo ha considerato, insieme ad Atlantis - L'impero perduto, come uno dei film più sottovalutati di tutti i tempi.

## Trama
Jim Hawkins è un adolescente che vive solo con la madre Sarah nella loro locanda sul pianeta minerario Montressor, insieme alla compagnia di un loro amico, l'astrofisico Dottor Doppler. Da bambino era appassionato di storie sui pirati, in particolare del famigerato capitano Nathaniel Flint e del suo enorme "bottino dei mille mondi" nascosto sul leggendario Pianeta del tesoro.
Un giorno Jim assiste all'atterraggio di fortuna di una navicella e va a soccorrere il pilota che, appena prima di morire, gli dice di chiamarsi Billy Bones e gli consegna un globo metallico che deve essere protetto da un misterioso cyborg. In quel momento arriva un vascello pirata che assalta e distrugge la locanda, costringendo Jim, Sarah e il dottor Doppler a scappare.
Jim manipola il globo con le mani e lo attiva per caso, scoprendo che è una mappa galattica che consente di arrivare proprio al Pianeta del tesoro: il dottor Doppler convince Sarah che un viaggio del genere potrebbe essere un'importante occasione formativa per Jim e si offre di finanziare la spedizione. Arrivati allo Spazioporto, salgono sulla nave della spedizione, la R.L.S. Legacy: la comandante è la brillante capitana Amelia con il suo fidato vice Arrow, ma la ciurma è composta da personaggi poco raccomandabili. Sulla nave il dottor Doppler collabora con la capitana Amelia mentre Jim viene affidato come mozzo al cuoco di bordo John Silver, un cyborg con buona parte del lato destro del corpo artificiale e con sé come animaletto da compagnia il blob mutaforma Morph.
Durante il viaggio Jim viene mal visto dalla ciurma, in particolare dal violento Scroop, ma viene salvaguardato da Silver, il quale diventa la sua figura paterna, gli insegna a navigare, scopre in lui talenti nascosti sotto il suo aspetto scontroso, e lo sprona a impegnarsi per i suoi sogni e diventare una persona migliore. Nel tragitto, una delle stelle sulla rotta della nave esplode in supernova e si trasforma in un buco nero che rischia di risucchiare la nave: mentre l'equipaggio collabora per portare in salvo la nave, Jim viene incaricato di fissare le cime di sicurezza della ciurma. Uno scossone fa precipitare dalla nave il signor Arrow, ma viene tenuto salvo dalla cima di sicurezza; Scroop però taglia la corda e lo fa precipitare nel buco, uccidendolo. Una volta superata la tempesta è proprio lui ad avvisare l'equipaggio, fingendosi mortificato che il signor Arrow fosse caduto fuori dalla nave e incolpando Jim in maniera implicita. Quella sera, Silver consola Jim dicendogli che se non fosse stato per lui starebbero vagando dentro il buco nero e che ha "la stoffa per compiere grandi imprese". Nessuno dei due si è accorto che Scroop stava ascoltando tutto.
La mattina seguente, Morph ruba uno stivale di Jim e il piccolo blob si nasconde in un barile venendo trovato dal ragazzo. Non venendo notati da nessuno, nella stiva si riuniscono alcuni membri della ciurma e Jim li ascolta: Silver attacca Scroop per l'assassinio di Arrow perché ogni iniziativa personale potrebbe mandare all'aria il piano di ammutinamento che tutti loro covano segretamente. Scroop si difende da Silver dicendogli che lui si è rammollito a causa di Jim, ma il cyborg ribatte che a lui interessa solo il tesoro di Flint, e che ha detto quelle cose al ragazzo solo per ingraziarselo: sentendo quelle parole, Jim rimane sconvolto e ferito perché reputava Silver un vero amico. Improvvisamente il pianeta viene avvistato e tutti accorrono; Silver però si accorge di aver dimenticato il cannocchiale sottocoperta e tornando giù trova Jim e capisce che aveva sentito tutto. Prima che Silver possa fare qualcosa, Jim danneggia l'ammortizzatore della gamba del cyborg con una pinza, infortunandolo e riuscendo a scappare. Silver arranca sul ponte e decide di passare all'azione, anticipando l'ammutinamento. Doppler, Amelia e Jim si armano e si danno precipitosamente alla fuga, ma Morph ruba la mappa e la nasconde in un rotolo di corde. Jim riesce a prendere il globo poco prima che ci riesca Silver e fugge su una scialuppa con gli altri, ma uno dei pirati spara con il cannone della nave alla scialuppa ferendo Amelia. Dopo un atterraggio di fortuna sul Pianeta, Jim scopre che la mappa era in realtà Morph camuffato. Va così alla ricerca di un posto per nascondersi e incontra B.E.N., un robot svalvolato a cui manca una scheda di memoria, il quale gli racconta di aver lavorato con il capitano Flint. B.E.N. offre a Jim, Amelia, Doppler e Morph la sua casa come nascondiglio, e spiega al ragazzo che l'intero Pianeta è in realtà un grande oggetto meccanico artificiale. Intanto Silver atterra vicino il loro rifugio e tenta di contrattare con Jim, proponendogli anche di prendere il tesoro; tuttavia Jim, al contempo tradito da Silver e rafforzato dai suoi consigli, gli tiene testa. Irato, il cyborg se ne va minacciando che li avrebbero bombardati se non gli avessero consegnato la mappa entro mattina.
Durante la notte Jim, B.E.N. e Morph tornano di soppiatto sulla nave usando una navicella dei pirati lì accampatisi per recuperare la vera mappa: la nave è però pattugliata da Scroop, che ingaggia un combattimento con il ragazzo. Grazie a Morph e all'aiuto involontario di B.E.N. (il quale doveva solo disarmare i cannoni della nave), Jim riesce a scagliare Scroop nello spazio e a recuperare la mappa, ma quando tornano sul Pianeta scoprono che Silver aveva anticipato le loro mosse, sequestrando Amelia e Doppler. Silver ordina a Jim di condurlo al tesoro altrimenti avrebbe ucciso i due ostaggi: il ragazzo accetta, ma la mappa non li porta al tesoro bensì in un luogo desolato, dove si scopre che il globo funziona come chiave per aprire un grande portale dimensionale che conduce all'istante in qualunque luogo dell'universo, incluso il centro del Pianeta del tesoro, dove si trova il bottino di Flint.
Una volta raggiunto il tesoro, mentre i pirati sono impegnati a riempirsi le tasche, Jim ritrova lo scheletro di Flint che stringe nella mano la scheda di memoria di B.E.N.; riavuto i suoi ricordi, il robot rammenta che pur di evitare che qualcun altro trafugasse il suo tesoro, Flint preparò una trappola che avrebbe fatto esplodere l'intero pianeta, distruggendo il tesoro con esso: infatti, il complesso meccanismo che bilancia il nucleo meccanico del pianeta va in avaria, iniziando a collassare su sé stesso e distruggendo il tesoro in un inferno di metallo fuso. Nel caos generale, Silver tenta di rubare almeno una parte del tesoro prima di fuggire, ma quando si accorge che Jim rischia di precipitare in un baratro di fuoco, rinuncia al tesoro e salva il ragazzo.
I sopravvissuti tornano in superficie attraverso il portale ma il Pianeta sta comunque per esplodere. L'equipaggio realizza che non hanno più forza sufficiente per allontanarsi in tempo dal pianeta ma Jim ha l'idea di fuggire all'istante attraverso il portale: costruisce velocemente un surf volante e in maniera rocambolesca riesce a raggiungere la mappa e ad aprire il portale verso lo Spazioporto, mettendo in salvo la nave e i suoi occupanti appena prima dell'esplosione del Pianeta. Non appena riesce a defilarsi, Silver tenta di darsi alla fuga con una scialuppa ma viene raggiunto da Jim: Silver gli propone di scappare con lui per vivere all'avventura ma il ragazzo, facendo tesoro delle stesse parole di Silver, gli dice di voler decidere da sé il suo futuro, inorgogliendo il cyborg. Jim lo lascia andare e Silver gli affida Morph e gli dona con gratitudine una parte del tesoro che aveva messo in salvo in tasca, per poi salpare verso nuove avventure.
Qualche anno dopo, Sarah ha ricostruito la locanda grazie al tesoro di Flint, Ben è stato ripulito e rimesso a nuovo, diventando il cameriere della casa di Sarah, Amelia e Doppler sono genitori di quattro figli, e Jim torna a casa dopo essersi diplomato all'accademia della marina imperiale; durante la sua festa volge lo sguardo al cielo, ricordandosi di Silver.

## Personaggi
- James Pleiadi Hawkins detto "Jim", chiamato "Jimmy" da Ben e "Jimbo" da Silver, è un diciassettenne problematico e irrequieto ma di buon cuore e pieno di qualità. Non brilla nello studio ma è un ottimo meccanico e pilota, in grado di costruirsi da solo surf volanti a energia solare con cui si caccia nei guai volando in zone vietate (evento così frequente che ha ormai memorizzato le leggi che infrange meglio dei robot poliziotti). Suo padre ha abbandonato la famiglia proprio davanti ai suoi occhi, ferendolo profondamente e influenzando il suo carattere; fin da piccolo sogna di partire all'avventura per trovare il tesoro di Flint. L'incontro con Silver lo cambia radicalmente e il ragazzo vede in lui quel padre che avrebbe voluto.
- John Silver: è un alieno il cui aspetto fisico sembra un miscuglio tra quello di un uomo e quello di un orso. L'ossessione della sua vita è trovare il bottino dei mille mondi del capitano Flint, un sogno per il quale ha attraversato molti pericoli e sacrificato una parte del suo corpo, sostituita da protesi meccaniche che lo rendono un cyborg. Sulla nave R.L.S. Legacy lavora come cuoco, ma in realtà è a capo della banda dei pirati del film. Il suo carattere è pieno di sfaccettature: passa da comportamenti violenti ed egoisti ad altri molto premurosi e protettivi, fino a comportarsi come un padre verso Jim. Nonostante sia un criminale, disposto talvolta ad usare inganni e mezzi sleali per raggiungere i suoi scopi, è fondamentalmente dotato di un gran cuore e un forte senso dell'onore ed evita, se possibile, di ricorrere a inutili spargimenti di sangue, a differenza del suo complice Scroop. È molto affezionato al suo animaletto da compagnia, Morph, un blob rosa mutaforma.
- Morph: è un piccolo blob salvato sul pianeta Proteus I da John Silver, il quale lo chiama affettuosamente "Morphy". Può trasformarsi in qualunque cosa o persona pur mantenendo la sua massa totale invariata, quindi riproducendo in miniatura cose che sono più grandi di lui (alla stregua di come lo stereotipico pappagallo di un corsaro ripeta le cose che sente). È un gran giocherellone, e a volte tende per questo a combinare molti guai. È molto affezionato a Silver e in seguito anche a Jim, di cui diventa compagno di giochi sulla R.L.S. Legacy. Prima del loro addio, verrà affidato a Jim da Silver, incaricando il piccolo blob di "tenere d'occhio" il ragazzo.
- Dottor Delbert Doppler: è un noto astrofisico e vecchio amico di famiglia degli Hawkins. Benché dimostri di essere uno scienziato brillante, talvolta ha dei comportamenti bizzarri che lo fanno apparire goffo e impacciato. Ha le sembianze di un cane antropomorfo. È il primo, insieme a Jim, a voler utilizzare la mappa del tesoro e vivere un'avventura. Possiede una grande casa con un telescopio e una carrozza personale trainata da una creatura chiamata Delilah, simile a una via di mezzo tra una lumaca e un gallimimus. Durante il viaggio si dimostra utile e di vitale importanza in molte occasioni e alla fine del film mette su famiglia con il capitano Amelia, con la quale inizialmente ha avuto non pochi attriti.
- Capitano Amelia: ha combattuto numerose guerre contro l'armata di Procyon. Ha sembianze feline e movimenti agili, e un modo di parlare e comportarsi molto diretto e secco. Il suo primo ufficiale è il signor Arrow, con cui ha combattuto molte battaglie. Il suo ufficio è collocato nella parte posteriore della nave ed è ordinatissimo e arredato sontuosamente, riflettendo il suo carattere. Inizialmente non va molto d'accordo con il Dottor Delbert, che lei considera sciocco e imbranato. Tuttavia nel corso del film i due si avvicinano molto e alla fine il capitano mette su famiglia con lui.
- B.E.N. (Biointelligenza Elettro-Numerica): è un androide che faceva parte della ciurma del capitano Flint, con mansioni da consigliere e timoniere. Abbandonato sul Pianeta del tesoro da più di un secolo, è totalmente disfunzionale perché gli è stata strappata via l'unità principale di memoria da Flint stesso. Alla fine si trasferisce a lavorare nella locanda della madre di Jim.
- Scroop: è un alieno dall'aspetto misto tra aracnide e crostaceo. Sebbene sia un alleato di Silver, i due non vanno affatto d'accordo e si disprezzano l'un l'altro, principalmente perché Silver è dotato di una pur contorta morale mentre Scroop è malvagio e privo di scrupoli. Arriva infatti a uccidere il signor Arrow, facendolo precipitare in un buco nero, solo per un semplice ammonimento fattogli da quest'ultimo (tra l'altro infrangendo gli ordini di Silver). Detesta Jim per il suo continuo ficcanasare e per la sua spavalderia e tenterà di ucciderlo durante un'incursione sulla nave ma alla fine Jim riesce ad avere la meglio e lo spedisce nello spazio verso la morte.
- Primo ufficiale Arrow: è il braccio destro del capitano Amelia sulla RLS Legacy. È un uomo di roccia dai lineamenti molto marcati, più alto e robusto degli altri membri dell'equipaggio. Ha un aspetto fiero e dignitoso e mostra un temperamento autorevole in linea col capitano Amelia, che mostra di apprezzare moltissimo. Amelia lo considera una persona coraggiosa, leale e forte, che le ha salvato la vita in passato. Durante il tempo libero gioca a carte col capitano Amelia e la aiuta a riordinare il giornale di bordo e la cabina. Il signor Arrow non tollera in alcun modo che gli ordini del capitano non vengano eseguiti puntualmente, e subito appare in contrasto con Scroop. Muore per mano di Scroop, che taglia la sua cima di sicurezza mentre la nave affronta una supernova facendolo precipitare inesorabilmente nel buco nero formatosi da poco al posto della stella esplosa.
- Sarah Hawkins: è la madre di Jim ed è una donna forte e determinata, che ha dovuto crescere da sola suo figlio e ha messo su una locanda per guadagnarsi da vivere. Sarah è delusa dal comportamento di Jim che si caccia in continuazione nei guai e tenta in ogni modo di educarlo come può, sapendo anche che sta vivendo un'età difficile, quella dell'adolescenza. Quando il figlio decide di partire per trovare il tesoro del capitano Flint, lei è molto riluttante a lasciarlo andare, ma grazie alle parole del dottor Doppler acconsente alla sua partenza di Jim, che in questo modo cerca di farsi perdonare. Riappare alla fine del film al ritorno del figlio, e grazie ad una parte del tesoro avventurosamente recuperata da Silver, riesce a ricostruire ed ampliare la locanda e infine a vedere la realizzazione dei sogni di suo figlio, che diventa un ufficiale all'accademia della marina imperiale.
- Billy Bones: è un alieno simile ad una tartaruga che si è schiantato vicino alla locanda Benbow per sfuggire ad un cyborg in cerca della mappa del tesoro che lui custodisce gelosamente. Viene soccorso e portato alla locanda da Jim, dove dona al ragazzo la mappa per arrivare al tesoro di Flint e lo mette in guardia dal "cyborg" prima di morire per le gravi ferite riportate.

## Produzione
È il terzo adattamento de L'isola del tesoro di Stevenson distribuito dalla Disney, dopo l'omonimo film del 1950 e I Muppet nell'isola del tesoro del 1996.
Sebbene la produzione del film sia iniziata nel 1997, l'idea de Il Pianeta del tesoro (che era inizialmente intitolato Treasure Island in Space) fu proposta per la prima volta da Ron Clements e John Musker (registi de La Sirenetta e Aladdin) nel 1985 al "Gong Show", assieme al progetto de La sirenetta. Tuttavia Michael Eisner, l'allora C.E.O. della Disney, bocciò il progetto, in quanto sapeva che la Paramount Pictures stava sviluppando un sequel di Star Trek ispirato a L'isola del tesoro (che alla fine venne cancellato). Successivamente Clements e Musker riproposero l'idea nel 1989, dopo l'uscita de La sirenetta. Tuttavia la Disney mostrò nuovamente disinteresse al progetto. Nel 1992, dopo l'uscita di Aladdin, Clements e Musker hanno riproposto l'idea a Jeffrey Katzenberg (l'allora direttore del reparto d'animazione della Disney) per la terza volta, ma neanche lui era interessato. Irritati per i continui rifiuti, i due contattarono Roy E. Disney, il presidente della Walt Disney Feature Animation, che sostenne il loro progetto e informò dei suoi desideri Eisner, che a sua volta approvò il film. Nel 1995, il loro contratto è stato rinegoziato per consentire loro di iniziare lo sviluppo de Il pianeta del tesoro quando Clements e Musker avevano completato la produzione di Hercules.

## Distribuzione

### Data di uscita
Il film è stato distribuito al cinema il 27 novembre 2002 negli Stati Uniti e il 20 dicembre in Italia.

### Edizione italiana
La direzione del doppiaggio e i dialoghi italiani sono a cura di Maura Vespini, per conto della CVD, con la supervisione artistica di Roberto Morville. La voce italiana di B.E.N. è del comico satirico Maurizio Crozza. I testi italiani delle canzoni e la direzione musicale sono firmati da Ermavilo.
La canzone Ci sono anch'io è cantata da Max Pezzali, con direzione musicale di Claudio Cecchetto e Pier Paolo Peroni, ed è stata incisa presso Jungle Sound Station a Milano.

## Accoglienza

### Incassi
Il film fu un flop economico: a fronte di un budget stimato in 140000000 $, ha guadagnato ad un livello internazionale 109 578 115 $.

### Critica
Nonostante lo scarso successo al botteghino, il film è stato accolto positivamente dalla critica. Sull'aggregatore di recensioni Rotten Tomatoes il film ottiene il 69% delle recensioni positive.

## Riconoscimenti
- 2003 - Premio Oscar
  - Candidatura al miglior film d' animazione a Ron Clements e John Musker
- 2003 - Saturn Award
  - Candidatura al miglior film d animazione
- 2003 - Annie Award
  - Candidatura alla miglior animazione dei personaggi a Sergio Pablos
  - Candidatura al miglior character design a Peter de Sève
  - Candidatura ala miglior regia a Ron Clements e John Musker
  - Candidatura ai migliori effetti animati a Kee Nam Suong
  - Candidatura alla miglior scenografia a Steven Olds
  - Candidatura alla miglior recitazione a Brian Murray
  - Candidatura alla miglior recitazione a Emma Thompson
- 2002 - ACCA
  - Candidatura al miglior film d'animazione
- 2003 - Artios Awards
  - Candidatura al miglior casting per voce fuoricampo, lungometraggio animato a Ruth Lambert
- 2003 - Golden Reel Award
  - Miglior montaggio sonoro in un lungometraggio d'animazione a Dane A. Davis, Julia Evershade, Andrew Lackey e Richard Adrian
- 2003 - OFTA Film Award
  - Candidatura al miglior film d'animazione a Ron Clements, Roy Conli e John Musker
- 2003 - Young Artist Awards
  - Candidatura alla miglior performance in un ruolo di voce fuoricampo - dieci anni o meno a Austin Majors

## Altri media
La storia delle avventure di Jim Hawkins continua nel videogioco Il pianeta del tesoro: Battaglia su Procyon sviluppato dalla Barking Dog Studios e pubblicato da Disney Interactive Studios.
Nel videogioco Kingdom Hearts III sono presenti delle citazioni del film nella forma delle "Sfere del tesoro": dei puzzle da trovare e risolvere durante le fasi di viaggio con la Gummiship. Inoltre, grazie al datamining, si è scoperto che un'ambientazione basata sul Pianeta del tesoro era stata inizialmente pensata per Dream Drop Distance, in cui è presente all'interno dei file di gioco un modello completo ma senza texture della RLS Legacy.

## Sequel
Poco prima dell'uscita del film nei cinema, Thomas Schumacher, l'allora presidente della divisione d'animazione della Disney, menzionò la possibilità di un sequel direct-to-video e di una serie televisiva, di cui erano già stati creati degli storyboard e alcune sceneggiature.
Il regista Jun Falkenstein e sceneggiatore aveva iniziato il primo sviluppo del sequel, ma per via delle perdite d'incasso al botteghino il progetto fu abbandonato.